# Zoegdidi (gemeente)
Zoegdidi (Georgisch: ზუგდიდის მუნიციპალიტეტი, Zoegdidis munitsipaliteti) is een gemeente in het westen van Georgië met ongeveer 93.000 inwoners (2024), gelegen in de regio Samegrelo-Zemo Svaneti. De gemeente heeft een oppervlakte van 692 km² en ligt in het Colchis laagland. De gelijknamige stad is het bestuurlijke centrum. De gemeente grenst voor een groot deel aan de autonome maar feitelijk afgescheiden republiek Abchazië, wat impact heeft op de dorpen langs de grens, die door de rivier Engoeri gevormd wordt.

## Geschiedenis
Het grondgebied van de gemeente Zoegdidi is sinds de oudheid bewoond. Archeologische vindplaatsen bevestigen dat de draslanden aan de kust in het recente geologische verleden zijn ontstaan. Deze draslanden waren namelijk aanzienlijk minder groot tijdens de bloei van de Colchiscultuur in het vierde tot derde millennium v.Chr.
Tijdens de hellenistische periode liep een belangrijke handelsroute vanuit Svanetië in de richting van de Zwarte Zee langs de rivier Engoeri en door het gebied van de moderne gemeente Zoegdidi. Vanaf de Zwarte Zeekust werden handelsgoederen naar de Helleense wereld vervoerd. Bewijs van de ontwikkeling van deze handelsroute zou de oude necropolis van het dorp Riki zijn, met de graven van sociaal vooraanstaande leden.
Na het uiteenvallen van het Koninkrijk Georgië in de 15e eeuw lag het gebied van Zoegdidi in het vorstendom Mingrelië (of ook wel Odisji en Samegrelo) en stond het onder de heerschappij van de adellijke Dadiani-familie. De stad Zoegdidi was de residentie van het vorstendom. Het Ottomaanse Rijk had de uiteindelijke controle over het gebied, maar vanaf de 18e eeuw verloren zij het gezag. Toen Rusland in 1810 overging tot de annexatie van West-Georgië werd de Russische bestuurlijke indeling langzamerhand ingevoerd die de basis legde voor de hedendaagse indeling.

### In Russisch Rijk

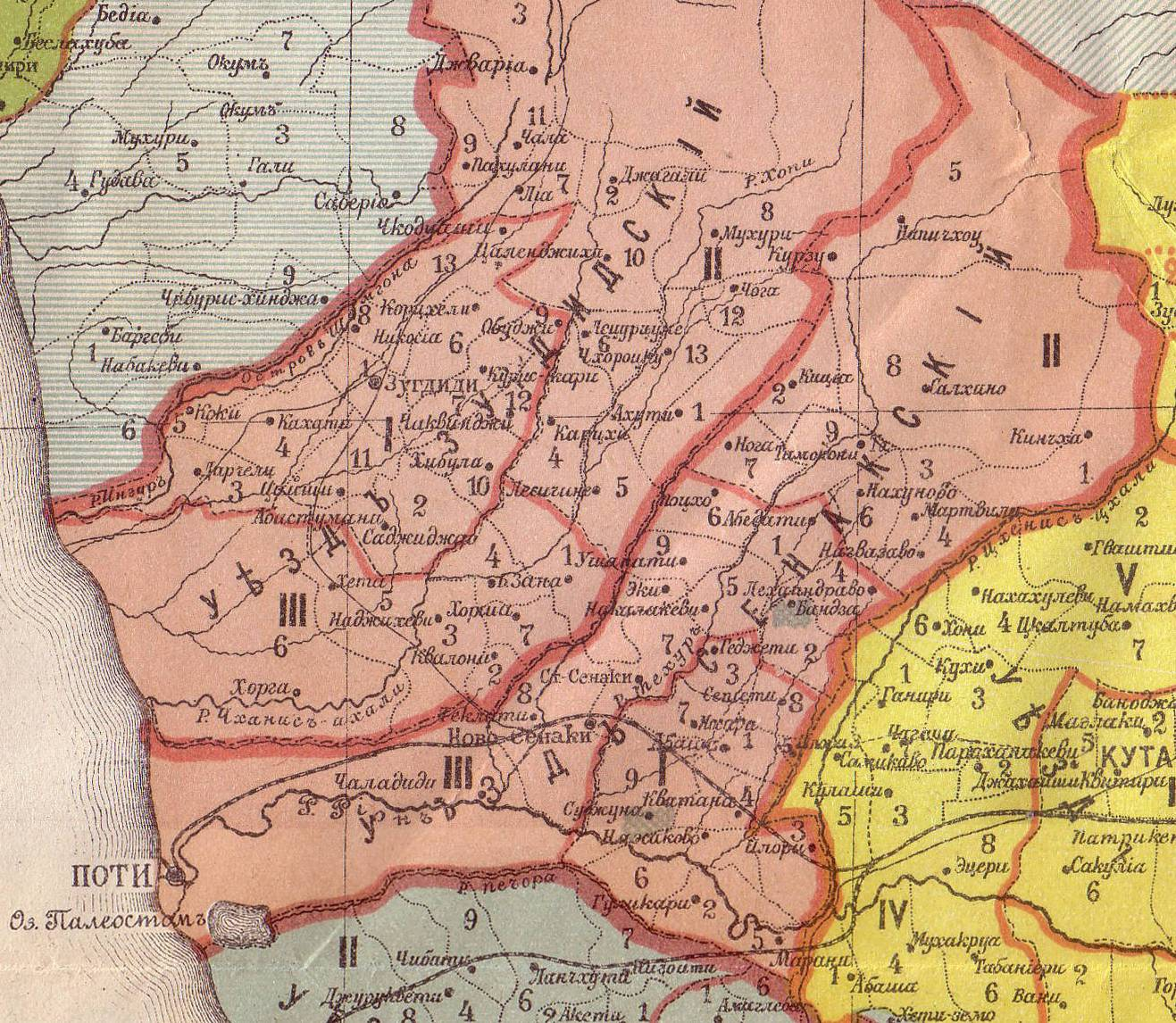
Oejezd Zoegdidi met het oetsjastok Zoegdidi (I, links midden).

In 1867 werd Mingrelië volledig geannexeerd door het Russisch Rijk en werd opgenomen in het gouvernement Koetais. Daarbinnen werd het oejezd Zoegdidi opgericht. Het oejezd, ook wel mazra genoemd in het Georgisch, had een grotere omvang dan de huidige bestuurseenheid, en omvatte ook Tsalendzjicha, Tsjchorotskoe en het grootste deel van Chobi. In 1897 had dit oejezd in totaal 114.869 inwoners.
Het oejezd was onderverdeeld in drie districten, zogeheten oetsjastoks, waaronder het oetsjastok Zoegdidi. Dit oetsjastok had ongeveer de omvang van de moderne gemeente. De stad Zoegdidi was het bestuurlijk centrum van zowel het oejezd als oetsjastok.

### Vorming district
Aan deze indeling kwam een eind met de grote bestuurlijke herindeling in de Sovjet-Unie in 1930 toen het rajon (district) Zoegdidi gevormd werd met de hedendaagse omvang. De stad Zoegdidi was tussen 1950 en 1995 een onafhankelijke bestuurlijke eenheid die direct ondergeschikt was aan de Georgische Sovjetrepubliek. In 1995 werd de stad weer aan het district toegevoegd en werd het district ingedeeld bij de nieuw gevormde regio (mchare) Samegrelo-Zemo Svaneti.
In 2006 werd het district omgezet naar gemeente. Tussen 2014 en 2017 was de stad Zoegdidi wederom een aparte bestuurseenheid naast de rest van de rurale gemeente. In 2017 werd dat teruggedraaid omdat deze constructie te duur en inefficiënt bleek.

## Geografie

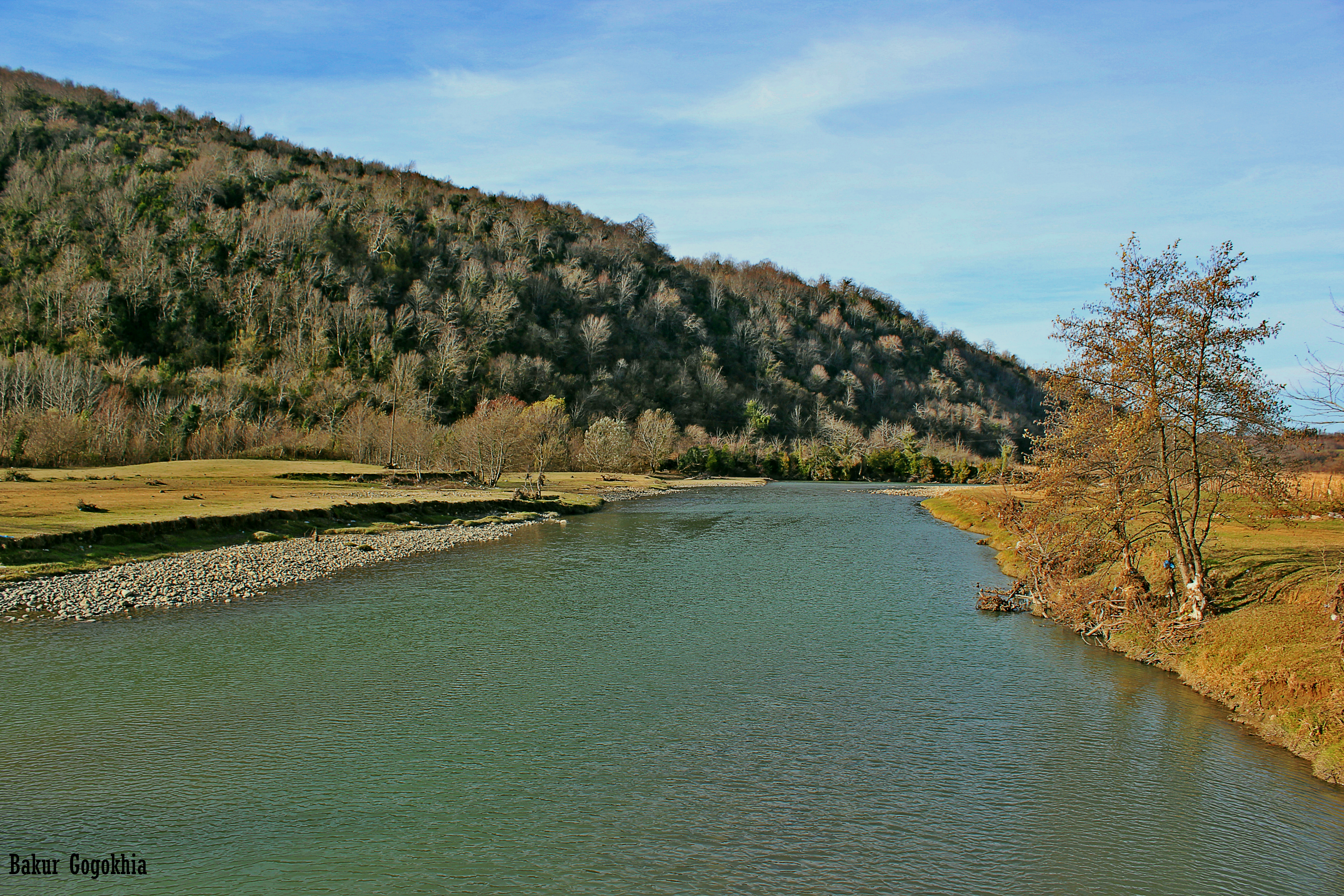
Rivier de Oerta

De gemeente Zoegdidi wordt in het uiterste westen begrensd door de Zwarte Zee, terwijl de noordwestelijke grens met Abchazië (Gali district) door de rivier Engoeri gevormd wordt. De gemeente grenst in het noordoosten aan Tsalendzjicha, in het oosten aan Tsjchorotskoe, en in het zuidoosten aan Chobi.

### Colchis en Odisji
Het zuidwestelijke deel van Zoegdidi ligt in het Colchis-laagland, dat een hoogte heeft van circa 10 meter boven zeeniveau. Een deel van het nationaal park Kolcheti ligt in de gemeente. Het noordoostelijke deel ligt van de gemeente in het Odisji-plateau. Dit plateau is een lichte verheffing ten opzichte van het laagland, met een hoogte tot ruim 300 meter boven zeeniveau, dat zich tot de voet van het Egrisigebergte strekt.
Het hoogste punt van de gemeente, de berg Oerta met 466 meter boven zeeniveau, bevindt zich in een kleine beboste heuvelrug in het zuiden van de gemeente op de grens met Chobi, wat tevens het westelijke uiteinde is van het Odisji plateau. Vanuit het Egrisigebergte stromen verschillende rivieren in zuidwestelijke richting door de gemeente naar de Zwarte Zee.

## Demografie
Begin 2024 telde de gemeente Zoegdidi 92.915 inwoners, een daling van bijna 8% ten opzichte van de volkstelling van 2014. Het aantal inwoners in de stad Zoegdidi daalde sinds 2014 met 4%, en raakte in deze periode de positie van 6e grote stad van het land kwijt aan Poti.
| Gemeente Zoegdidi                                                       | -     | -     | -     | 74.246 | 96.643 | 112.241 | 120.217 | 125.444 | 167.760 | 105.509 | 100.184 | 92.915 |  |  |
|                                                                         |       |       |       |        |        |         |         |         |         |         |         |        |  |  |
| Zoegdidi                                                                | 3.407 | 4.525 | 5.577 | 15.062 | 31.081 | 39.896  | 45.170  | 50.022  | 68.894  | 42.998  | 41.494  | 41.332 |  |  |
| Verantwoording data: Bevolkingsstatistiek Georgië 1897 tot heden. Noot: |       |       |       |        |        |         |         |         |         |         |         |        |  |  |

### Etniciteit en religie
De bevolking van Zoegdidi is met 99,6% praktisch mono-etnisch Georgisch, waarbij ruim 200 Russen (0,2%) de grootste etnische minderheid zijn. Verder wonen er kleine aantallen Oekraïners, Bosja, Armeniërs, Assyriërs, Abchaziërs, Osseten, en Pontische Grieken. Qua religie bestaat de bevolking voor 98,4% uit Georgisch-Orthodoxen. De enige geloofsminderheden zijn circa 600 jehova's (0,6%), waarvan bijna de helft in de stad Zoegdidi woont, en enkele tientallen moslims.

## Vluchtelingen uit Abchazië

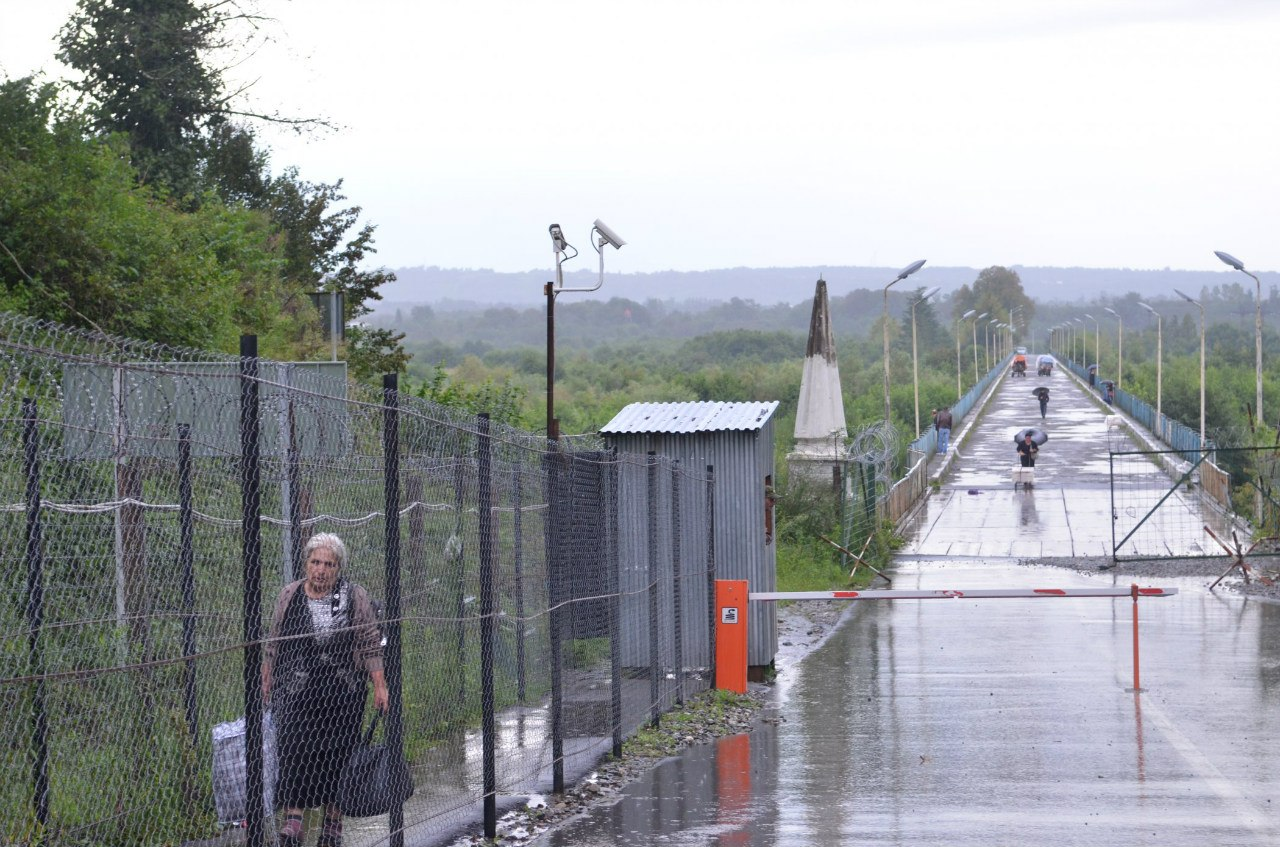
De enige oversteek over de Engoeri tussen Zoegdidi en Abchazië.

Zoegdidi heeft meer dan andere gemeenten in Georgië de gevolgen gevoeld van de burgeroorlog rond Abchazië van 1992-93 en oprispingen daarna, zoals in 1998. In totaal zijn circa 300.000 etnisch Georgiërs ontheemd geraakt, waarvan slechts een beperkt deel kon terugkeren. De gemeente huisvestte in 2021 nog 14.962 huishoudens (49.379 personen) die geregistreerd staan als interne vluchtelingen (IDP, internally displaced persons). Dit is na Tbilisi het hoogste aantal binnenlandse vluchtelingen in een gemeente. In internationale gremia wordt jaarlijks een beroep gedaan op het recht op terugkeer (naar Abchazië), maar dit wordt systematisch geweigerd door Abchazië en patroon Rusland.
In het aangrenzende Gali district in Abchazië wonen ongeveer 30.000 Georgiërs. Door de inperking van het onderwijs in het Georgisch, maar ook het ontnemen van het Abchazische "paspoort", zijn zij meer afhankelijk geworden van interactie met Zoegdidi voor scholing, pensioenrechten en complexere medische zorg. Sinds 2016 zijn verschillende Abchazische checkpoints naar Georgisch gecontroleerd gebied gesloten, wat deze interactie bemoeilijkt en tot internationale kritiek heeft geleid. Sinds 2019 is alleen de brug over de Engoeri bij Zoegdidi open, maar tijdens de coronapandemie is deze ook een jaar gesloten geweest. De beperkingen van het oversteken van de Engoeri en de gescheiden gemeenschappen en dorpen aan beide zijden van de feitelijke grens leiden geregeld tot menselijk leed.

## Administratieve onderverdeling

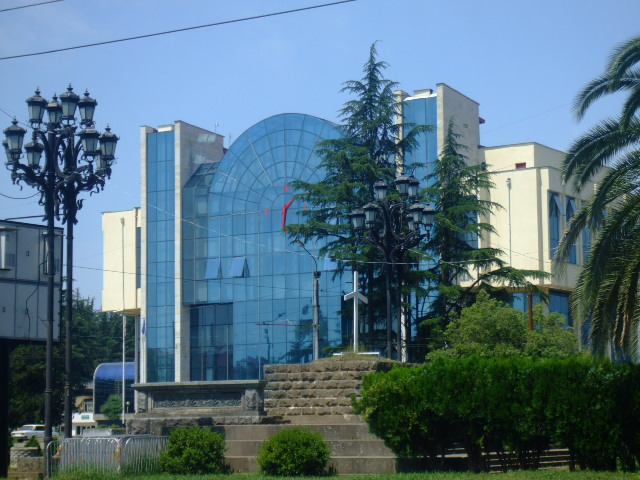
Gemeentehuis Zoegdidi

De gemeente Zoegdidi is bestuurlijk onderverdeeld in 30 gemeenschappen (თემი, temi) met in totaal 58 dorpen (სოფელი, sopeli) en één stad (ქალაქი, kalaki).
- stad: Zoegdidi, bestuurlijk centrum van de gemeente, tevens hoofdstad van de regio Samegrelo-Zemo Svaneti;
- dorpen: in totaal 58, waaronder  Anaklia en Ganmoechoeri.

## Bestuur
De gemeenteraad van Zoegdidi (Georgisch: საკრებულო, sakreboelo) wordt elke vier jaar gekozen in een gemengd kiesstelsel. Een deel wordt via enkelvoudige kiesdistricten gekozen en een deel via evenredige vertegenwoordiging van gesloten partijlijsten, waarvoor een kiesdrempel geldt van drie procent. Zoegdidi was in 2021 een van de zeven gemeenten waar de heersende Georgische Droom geen meerderheid wist te behalen en het bestuur verloor.
| Samenstelling Sakreboelo (zetels per partij) | Samenstelling Sakreboelo (zetels per partij) | Samenstelling Sakreboelo (zetels per partij) | Samenstelling Sakreboelo (zetels per partij) | Samenstelling Sakreboelo (zetels per partij) | Samenstelling Sakreboelo (zetels per partij) |
| Partij                                       | Partij                                       | 2014                                         | 2017                                         | 2021                                         |                                              |
| -------------------------------------------- | -------------------------------------------- | -------------------------------------------- | -------------------------------------------- | -------------------------------------------- | -------------------------------------------- |
|                                              | Verenigde Nationale Beweging (UNM)           | 14                                           | 5                                            | 22                                           |                                              |
|                                              | Georgische Droom (GD)                        | 29                                           | 43                                           | 20                                           |                                              |
|                                              | Overige partijen                             | 2                                            | 2                                            | 3                                            |                                              |
| Totaal                                       | Totaal                                       | 45                                           | 50                                           | 45                                           |                                              |

## Bezienswaardigheden

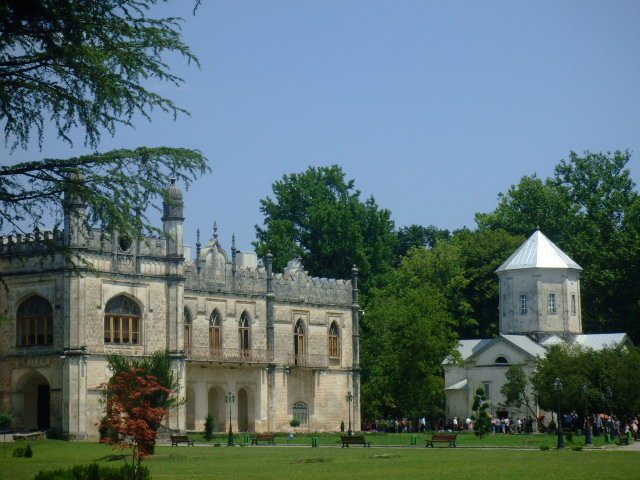
Dadiani-paleis

In de gemeente zijn diverse historische bezienswaardigheden uit de Egrisi- en Mingreelse bloeiperiode:
- Dadiani-paleis in Zoegdidi. Tegenwoordig een geschiedenis- en architectuurmuseum. Een van de vooraanstaande paleizen in de Kaukasus in neogotische stijl. Al in de 19e eeuw werden hier archeologische vondsten uit Nokalakevi (Archaeopolis) tentoongesteld.
- Oude forten, zoals Tsjakvindzji, Roechi, en Anaklia.
- Verschillende oude kerken, zoals de Tsaisji-kathedraal (10e-11e eeuw), Sint Joriskerk in Koki (12-13e eeuw), Heilige Mariakerk in Kortscheli (17e eeuw).
- Nationaal park Kolcheti, een beschermd natuurgebied van draslanden in het westelijke kustgebied dat verspreid ligt over meerdere gemeenten.

## Vervoer

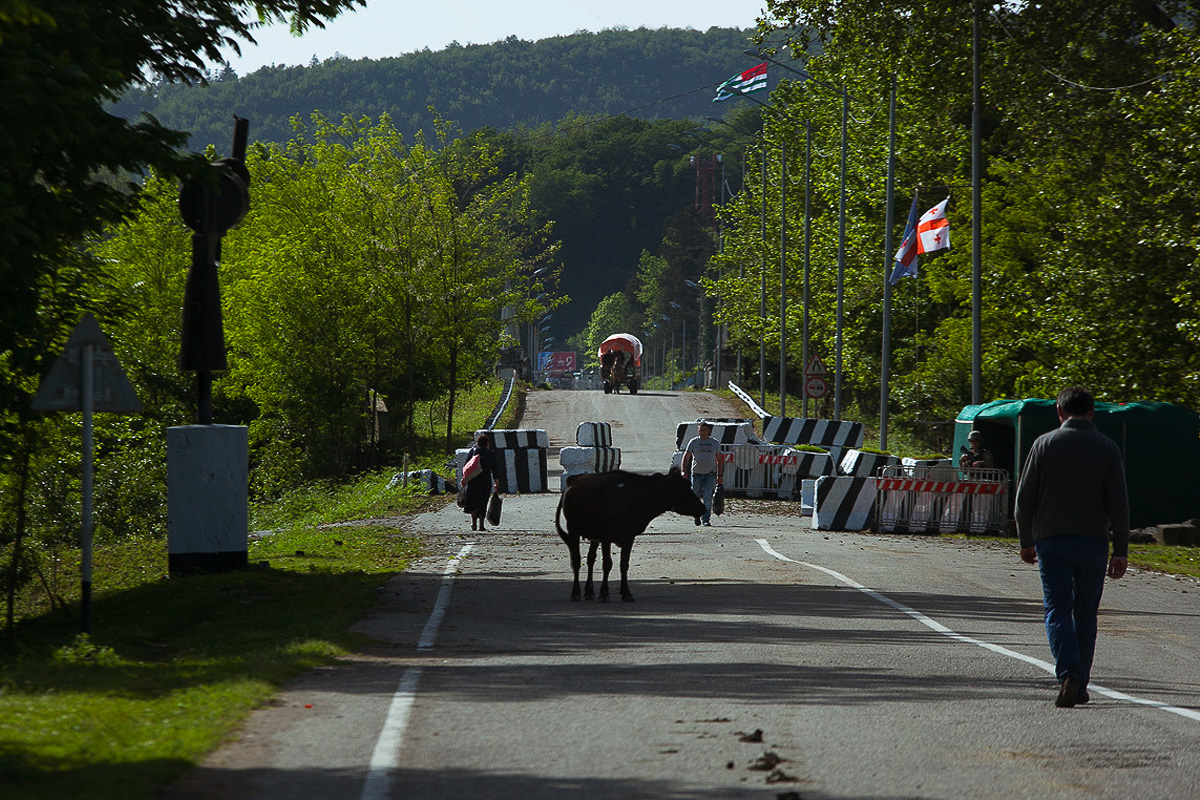
De Georgische S1 eindigt voor doorgaand verkeer bij de grens met Abchazië.

De belangrijkste hoofdweg in Georgië, S1 (Tbilisi - Zoegdidi - Abchazië), passeert door de gemeente en doet de hoofdplaats Zoegdidi aan. De S1 is in Zoegdid onderdeel van de Europese E97. Tevens hebben enkele belangrijke regionale hoofdwegen hun beginpunt in Zoegdidi, zoals de nationale route Sh6 naar Tsalendzjicha, de nationale route Sh7 naar Mestia, en de nationale route Sh8 naar Anaklia. Zoegdidi is het eindpunt van de spoorlijn uit Tbilisi.